# Gheorghe Argeșanu

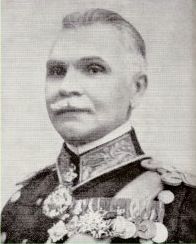
Argeșanu in sept 1939

Gheorghe Argeșanu (Caracal, 28 februari 1884 - Jilava, 26/27 november 1940), was een Roemeens generaal en politicus.

## Militaire carrière
Argeșanu was een commandant tijdens de Eerste Wereldoorlog. Hij voerde achtereenvolgend het bevel over de Derde Regiment in Călărași, de Eerste Cavalerie Divisie in Arad, de Derde Cavalerie Divisie, de 11de Infanterie Divisie, de Wachtdivisie en het Tweede Legerkorps.

## Premier
Argeșanu werd op 30 maart 1938 minister van Defensie onder premier Patriarch Miron Cristea. Hij bleef minister van Defensie tot 13 oktober 1938. Na de oprichting van het Front voor Nationale Renaissance (FRN, eenheidsfront) eind 1938, sloot Argeșanu zich bij deze nieuwe beweging aan. Op 21 september 1939 werd premier Armand Călinescu vermoord door leden van de fascistische IJzeren Garde. Călinescu was altijd een voorstander van hard optreden tegen de Garde geweest. Koning Carol II benoemde na de moord op Călinescu generaal Gheorghe Argeșanu tot premier. Argeșanu nam direct harde maatregelen tegen de Garde. Hij liet de lijken van de geëxecuteerde moordenaars van Călinescu in het openbaar tentoonstellen. Daarnaast gaf hij de opdracht om in iedere provincie drie leden van de IJzeren Garde zonder vorm van proces terecht te stellen. Na een week werd Argeșanu op 28 september 1939 als premier vervangen door Constantin Argetoianu.

## Gevangenname en moord
Argeșanu werd na de stichting van de Nationaal-Legionaire Staat (het kabinet van maarschalk Ion Antonescu waarin ook leden van de IJzeren Garde zitting hadden) in september 1940, gevangengenomen en zonder vorm van proces opgesloten in de gevangenis van Jilava. In de nacht van 26 op 27 november 1940 vermoordden leden van de IJzeren Garde 66 gevangenen in de gevangenis van Jilava, waaronder generaal Argeșanu.